# نزهة أميرة المغرب
الأميرة لالة نزهة (29 أكتوبر 1940 - 2 سبتمبر 1977) هي أخت الملك الراحل الحسن الثاني ملك المغرب، وابنة الملك محمد الخامس ملك المغرب من زوجته الثانية لالة عبلة بنت الطاهر.

## سيرة
ولدت الأميرة للا نزهة بدار المخزن بالرباط. تلقت تعليمها الخاص في الرباط وأكملت الدراسة الابتدائية في عام 1950 بعد اجتياز امتحان نهاية العام الدراسي. نفيت مع عائلتها في عام 1953، أولاً إلى كورسيكا ثم إلى مدغشقر، وعاشت عائلتها في أنتسيرابي وكانت متدربة في كلية دينية، راهبات العناية الإلهية. وبعد عودة عائلتها من المنفى إلى المغرب في 16 نوفمبر 1955، عادت إلى حياتها السابقة وحصلت بلادها على استقلالها في 2 مارس 1956. وفي باريس، واصلت تعليمها في مدرسة سانت ماري دي نويي الثانوية منذ بداية العام الدراسي في سبتمبر 1956. درست منذ عام 1959 في كلية كاجنيتا هاوس في كنزينغتون، لندن.
تزوجت في دار المخزن بالرباط، في 29 أكتوبر 1964 (عيد ميلادها)، من أحمد عصمان (المولود في وجدة في 3 يناير 1930)، الأمين العام لوزارة الدفاع الوطنية (1959-1961)، سفير المغرب لدى جمهورية ألمانيا الاتحادية (1961-1962)، والولايات المتحدة (1967-1972)، وكيل وزارة المعادن والصناعة (1962-1964)، ورئيس الشركة العامة للملاحة المغربية (1964-1967)، رئيس وزراء المغرب (1972-1979)، رئيس التجمع الوطني للأحرار (RNI) منذ عام 1977، رئيس الجمعية الوطنية (1984-1992).
كان لديهم ابن وحيد: مولاي نوفل عصمان (1966-1992).
خلال شهر رمضان، توفيت في حادث سير بالقرب من تطوان في 2 سبتمبر 1977.

## الأوسمة
- وسام العرش (المملكة المغربية).